# Jacint Verdaguer i Santaló

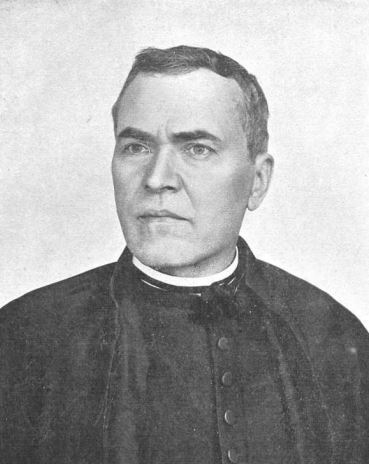
Jacint Verdaguer

Jacint Verdaguer i Santaló (hiszp. Jacinto Verdaguer y Santaló; ur. 17 maja 1845 w Folgueroles, zm. 10 czerwca 1902 w Vallvidrera) – hiszpański poeta piszący w języku katalońskim.
Wybitny przedstawiciel La Renaixença, katalońskiego odrodzenia literackiego i narodowego, uważany za „księcia poetów katalońskich”. Sławę zdobył w roku 1868 na igrzyskach kwietnych, gdzie jego talent docenił Frédéric Mistral. Był autorem narodowych poematów epickich cenionych ze względu na wyrafinowany język: L'Atlàntida (Atlantyda, 1877) o przygodach Herkulesa w Iberii i Canigó (1886) o wspinaczce na pirenejski szczyt. Tworzył także poezję religijną (Idillis i cants místics – Idylle i pieśni mistyczne, 1879). Jako ksiądz został spowiednikiem rodziny Güell.